# Mercè Canela
Pour les articles homonymes, voir Mercè et Canela (homonymie).
Mercè Canela, née en 1956 à Sant Guim de Freixenet (Lérida), est une écrivaine et traductrice espagnole d'expression catalane.

## Biographie
Elle étudie l'archéologie à l'université de Barcelone, où elle commence sa carrière avant de  travailler à Bruxelles comme documentariste de l'Union européenne.
Elle commence à écrire très jeune et se définit fondamentalement comme écrivaine. En 1976, l'éditeur La Galera publie son premier roman pour adolescents De qui és el bosc?, et elle gagne le prix  Josep M. Folch i Torres avec L’escarabat verd. Elle a publié divers romans de Littérature d'enfance et de jeunesse qui ont reçu plusieurs prix. En 1984, elle a été dans la liste d’honneur de l'Union Internationale pour les Livres de Jeunesse pour Asperú, joglar embruixat.
Elle a traduit en catalan des œuvres en allemand, français et italien. Elle a aussi publié Un passeig pel Poble Espanyol (Beta, Barcelone, 1998), qui explique l’histoire du Poble Espanyol de Montjuïc à Barcelone. En 1980, elle est membre et plus tard directrice (1998) de la publication Cavall Fort. Elle est aussi directrice de la publication El Tatano (ca).

### Littérature d'enfance et de jeunesse
- De qui és el bosc? (La Galera, Barcelone, 1976).
- L'escarabat verd. (La Galera, Barcelone, 1977).
- Utinghami, el rei de la boira (La Galera, Barcelone, 1979).
- La fantasia inacabable d'Antoni Gaudí (Blume, Barcelone, 1980).
- Quan l'Eloi va ser música (La Galera, Barcelone, 1981).
- Asperú, joglar embruixat (La Galera, Barcelone, 1982).
- Lluna de tardor. (La Magrana, Barcelone, 1982).
- A una mà el sol i a l'altra la lluna (Argos-Vergara, Barcelone, 1982).
- Un gat dalt del teulat (La Galera, Barcelone, 1983).
- Globus de lluna plena (Argos-Vergara, Barcelone, 1983).
- Els set enigmes de l'iris (La Galera, Barcelone, 1984).
- El planeta dels set sols. (Xarxa de Biblioteques Soler i Palet, Terrassa, 1985 / Barcelone: La Magrana, Barcelone, 1993).
- Ara torno. (La Magrana, Barcelone, 1985).
- L'ou de cristall (La Galera, Barcelone, 1987).
- Nicolaua braç de ferro (Teide, Barcelone, 1987).
- El rastre de les bombolles. (La Magrana, Barcelone, 1990).
- S'ha de ser animal! (Cruïlla, Barcelone, 1992).
- Les portes del temps (Cruïlla, Barcelone, 1995).
- Per un plat de macarrons. (Cruïlla, Barcelone, 1997).
- La casa de les acàcies. (Barcanova, Barcelone, 1997).
- Els dimarts del senyor F. (Cruïlla, Barcelone, 1998).
- Una pintura als llençols. (Cruïlla, Barcelone, 2004).
- La butxaca prodigiosa (Cruïlla, Barcelone, 2007).

### Traductions
- (de)
  - AUER, Martin: Allò que ningú no pot saber [Was niemand wissen kann]. (La Galera, Barcelone, 1989).
  - BOGE-ERLI, Nortrud: El porc viatger [Emil Reiseschwein und die Meermonster]. (Cruïlla, Barcelone, 1997).
  - DIECK, Barbara: Un viatge mogudet [Klassenfahrt und coole Typen]. (Cruïlla, Barcelone, 1997).
  - MENSCHING, Gerhard: L'amic fantasma [Das Gespenterfreund]. (La Galera, Barcelone, 1990).
  - NÖSTLINGER, Christine: L'autèntica Susi [Echt Susi]. (Cruïlla, Barcelone, 1996).
  - PLUDRA, Benno: El cor del pirata [Das Herz des Piraten]. (La Galera, Barcelone, 1986).

- (es)
  - LALANA, Fernando: El Papu està pioc [El Coco está pachucho]. (Casals, Barcelone, 1997).

- (fr)
  - DEMEURE, Jean-Paul : Milac [Milac]. (Cruïlla, Barcelone, 0000)
  - FERRI, Jean-Yves; LARCENET, Manu : El retorn a la terra 1. L'autèntica vida. [Le Retour à la terre, t. 1, La Vraie Vie] (Bang, Barcelone, 2006).
  - FERRI, Jean-Yves; LARCENET, Manu: El retorn a la terra 2. Els projectes [Le Retour à la terre, t. 2, Les Projets]. (Bang, Barcelone, 2006).

- (it)
  - BARICCO, Alessandro : Seda [Seta, fr. Soie]. (La Magrana, Barcelone, 1997).
  - BARICCO, Alessandro : Oceà [Oceano mare, fr. Océan mer]. (La Magrana, Barcelone, 1997).
  - BARICCO, Alessandro : Terres de vidre [Castelli di rabbia, fr. Châteaux de la colère]. (La Magrana, Barcelone, 1998).
  - BARICCO, Alessandro : Novecento: un monòleg [Novecento : un monologo, fr. Novecento : Pianiste]. (La Magrana, Barcelone, 2000).

### Œuvres traduites
- Traductions de Asperú, joglar embruixat
  - Castillan. Asperú, el juglar embrujado. (Trad. Jesús Ballaz Zabalza). La Galera, Barcelone, 1983.
- Translations of A una mà el sol i a l'altra la lluna
  - Castillan. En una mano el sol y en la otra la luna. (Trad. María Eugenia Rincón). Argos-Vergara, Barcelone, 1982.
  - Euskara. Esku patez eguzkia eta besteax i larga. (Trad. Josu Landa). Argos-Vergara, Barcelone, 1983.
  - Galicien. Nunha mano o sol e na outra a lúa. (Trad. Basilio Losada). Argos-Vergara, Barcelone, 1982.
- Traductions de De qui és el bosc?
  - Castillan. ¿De quién es el bosque?. (Trad. Maria del Carmen Rute). Barcelone: La Galera, Barcelone, 1976.
  - Euskara. Norena da basoa?. (Trad. Joxan Ormazábal). Euskal Liburu eta Kantuen Argitaldaria, Donostia, 1981.
- Traductions de El rastre de les bombolles
  - Castillan. Partitura para saxo. (Trad. Rosa Huguet). SM, Madrid, 1993.
- Traductions de Els set enigmes de l'iris
  - Castillan. Los siete enigmas del iris. (Trad. Angelina Gatell). La Galera, Barcelone, 1984.
- Traductions de En Pere trapella
  - Breton. Pêr al Lankon. (Trad. Beatris Jouin). An Here, Kemper, 1989.
  - Castillan. Pedro pícaro. (Trad. José Antonio Pastor Cañada). La Galera, Barcelone, 1983.
  - Sarde. Pedru Matzone. (Trad. Diegu Corraine). Papiros, Nùgoro, 1989.
- Traductions de Globus de lluna plena
  - Castillan. Globo de luna llena. (Trad. Julia Goytisolo). Argos-Vergara, Barcelone, 1983.
  - Euskara. Llargi beteko globoak. (Trad. Josu Landa). Argos-Vergara, Barcelone, 1983.
  - Galicien. Globo de lúa chea. (Trad. Carlos Casares). Argos-Vergara, Barcelone, 1982.
- Traductions de L'escarabat verd
  - Castillan. El anillo del mercader. (Trad. María Luisa Lissón). La Galera, Barcelone, 1977.
- Traductions de L'oca d'or
  - Castillan. La oca de oro. (Trad. José Antonio Pastor Cañada). La Galera, Barcelone, 1984.
  - Suédois. Guldgansen. (Trad. Yvonne Blank). Almqvist & Wiksell, Estocolm, 1986.
- Traductions de L'ou de cristall
  - Castillan. El huevo de cristal. (Trad. Angelina Gatell). La Galera, Barcelone, 1987.
- Traductions de Nicolaua, braç de ferro
  - Castillan. Nicolasa, muñeca de hierro. (Trad. Carme Pallach). Teide, Barcelone, 1987.
- Traductions de Quan l'Eloi va ser música
  - Castillan. Eloy un día fue música. (Trad. José Antonio Pastor Cañada). La Galera, Barcelone, 1981.
- Traductions de Un gat dalt del teulat
  - Castillan. Un gato en el tejado. (Trad. Mercedes Caballud). La Galera, Barcelone, 1983.
- Traductions de Un passeig pel Poble Espanyol
  - Anglais. A walk through the Spanish Village. Beta, Barcelone, 1998.
  - Castillan. Un paseo por el Pueblo Español. Beta, Barcelone, 1998.
- Traductions de Utinghami, el rei de la boira
  - Castillan. Utinghami, el rey de la niebla. (Trad. Joles Sennell). La Galera, Barcelone, 1979.
  - Euskara. Utinghami lainotako errege. (Trad. Arantxa Sarriegi). Euskal Liburu eta Kantuen Argitaldaria, Donostia, 1981.

## Prix littéraires
- Premi Josep Maria Folch i Torres de novel•les per a nois i noies (ca) 1976 pour L'escarabat verd.
- Premi Crítica Serra d'Or de literatura infantil i juvenil 1981 pour La fantasia inacabable d'Antoni Gaudí.
- Premi L'Esparver 1982 pour Lluna de tardor.
- Premi Guillem Cifre de Colonya (ca) 1983 pour Els set enigmes de l'iris.
- Premi Lola Anglada (ca) 1984 pour El planeta dels set sols.
- Premi de Literatura Infantil El Vaixell de Vapor (ca) 1991 pour S'ha de ser animal!.